# Asiagomphus septimus
Asiagomphus septimus е вид водно конче от семейство Gomphidae. Видът не е застрашен от изчезване.

## Разпространение
Разпространен е в Китай (Гуандун, Дзянси, Фудзиен и Хайнан), Провинции в КНР, Тайван и Хонконг.